# Kulle (Solingen)
Kulle ist eine aus einer Hofschaft hervorgegangene Ortslage in der bergischen Großstadt Solingen. 

## Lage und Beschreibung
Kulle liegt südlich von unmittelbar westlich von Widdert innerhalb des Stadtbezirks Burg/Höhscheid. Der Ort befindet sich in einer kleinen Talsenke zwischen zwei in Ost-West-Richtung verlaufenden Höhenzügen, auf dem nördlichen Höhenzug verläuft die Lacher Straße, auf dem südlichen der Hintenmeiswinkeler Weg. Den nur aus wenigen Gebäuden bestehenden Ort prägt bis heute ein Bestand an historischen Fachwerk- und Schieferhäusern.
Benachbarte Orte sind bzw. waren (von Nord nach West): Untenfürkelt, Mittelfürkelt, Heide, Obenwiddert, Rölscheid, Böckersberg, Untenwiddert, Caspersfeld, Eintracht und Johänntgesbruch.

## Etymologie
Der Ortsname wird, abgeleitet von dem Wort Kuhle, als Bodenvertiefung gedeutet. Der Ort liegt in einer kleinen Talsenke westlich von Widdert. Der Ortsname kam in Solingen mehrfach vor, so auch in Kullen (Ohligs) oder Kullen (Alt-Solingen).  

## Geschichte
Kulle ist als Einzelhof seit dem 17. Jahrhundert nachweisbar. In der Karte Topographia Ducatus Montani, Blatt Amt Solingen, von Erich Philipp Ploennies aus dem Jahre 1715 ist der Ort mit einer Hofstelle verzeichnet und als a. d. Kulle benannt. Er wurde in den Registern der Honschaft Höhscheid innerhalb des Amtes Solingen geführt. Die Topographische Aufnahme der Rheinlande von 1824 verzeichnet den Ort als Kullen, ebenso wie die Preußische Uraufnahme von 1844. In der Topographischen Karte des Regierungsbezirks Düsseldorf von 1871 ist der Ort erneut als Kullen verzeichnet. Die Preußische Neuaufnahme von 1893 verzeichnet den Ort in der heute gebräuchlichen Form als Kulle. 
Nach Gründung der Mairien und späteren Bürgermeistereien Anfang des 19. Jahrhunderts gehörte der Ort zur Bürgermeisterei Höhscheid, die 1856 zur Stadt erhoben wurde und lag dort in der Flur IV. Widdert.
Mit der Städtevereinigung zu Groß-Solingen im Jahre 1929 wurde Kulle ein Ortsteil Solingens. Durch die bauliche Verdichtung seit der Nachkriegszeit grenzt Kulle heute direkt an Widdert an, das seinerseits durch Verschmelzung mit anderen Ortslagen und Hofschaften zu einem eigenen Stadtteil angewachsen ist. 